# Doctor Who – Der Film
Doctor Who – Der Film (Originaltitel: Doctor Who, DVD-Titel: Doctor Who – The Movie; Alternativtitel auch Doctor Who – The Enemy Within) ist ein britischer Science-Fiction-Fernsehfilm aus dem Jahr 1996, der an die gleichnamige britische Science-Fiction-Serie anknüpft, die zuvor von 1963 bis 1989 produziert wurde. Er war ein Versuch, die Serie wieder aufleben zu lassen, was schließlich jedoch erst 2005 erfolgreich geschah. Der Film steht in Kontinuität mit der Serie, was insbesondere daran zu erkennen ist, dass der letzte Darsteller der Hauptfigur, des Doktors aus der Serie, Sylvester McCoy seine Rolle als siebte Inkarnation zunächst zu Beginn des Films wieder aufnimmt, bevor Paul McGann als achte Inkarnation in Erscheinung tritt. Somit wird der Film auch als 156. Serial der Serie angesehen. Der Executive Producer des Films, Philip David Segal, gibt dem Film in diesem Zusammenhang den Titel The Enemy Within.

## Handlung

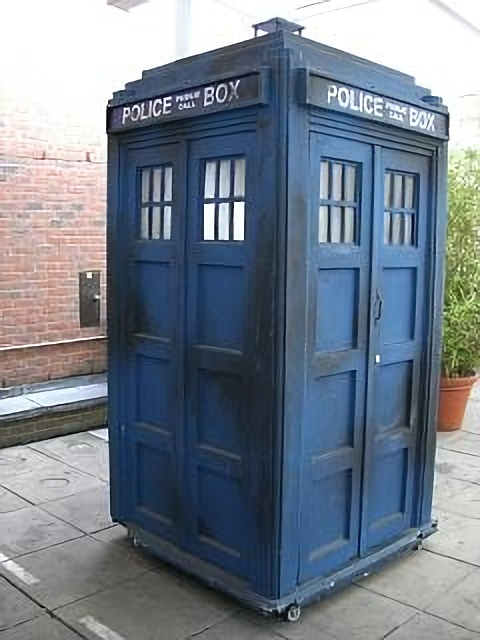
Die TARDIS, das zeitreisende Raumschiff des Doktors

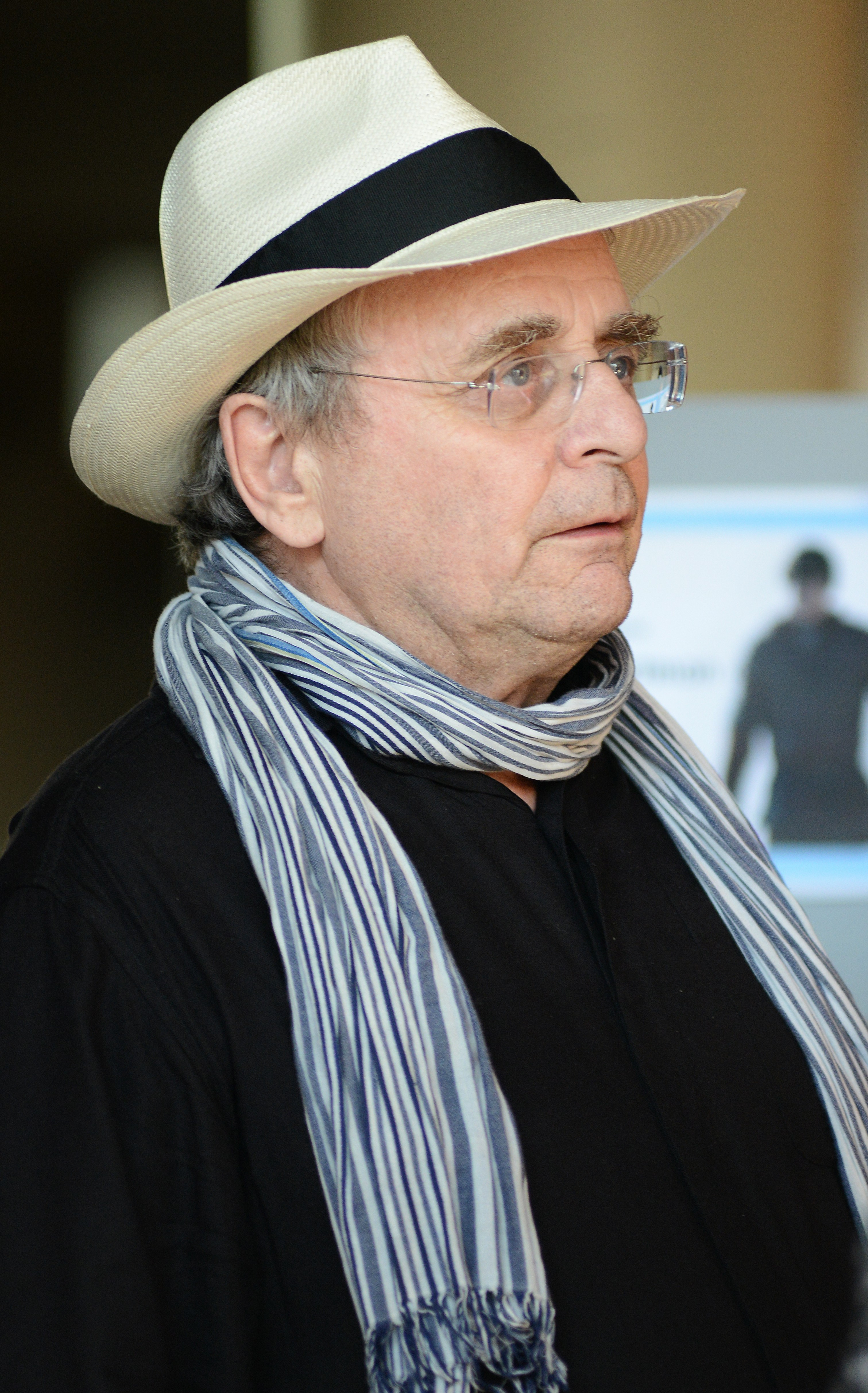
Sylvester McCoy, der Siebte Doktor (Mai 2000)

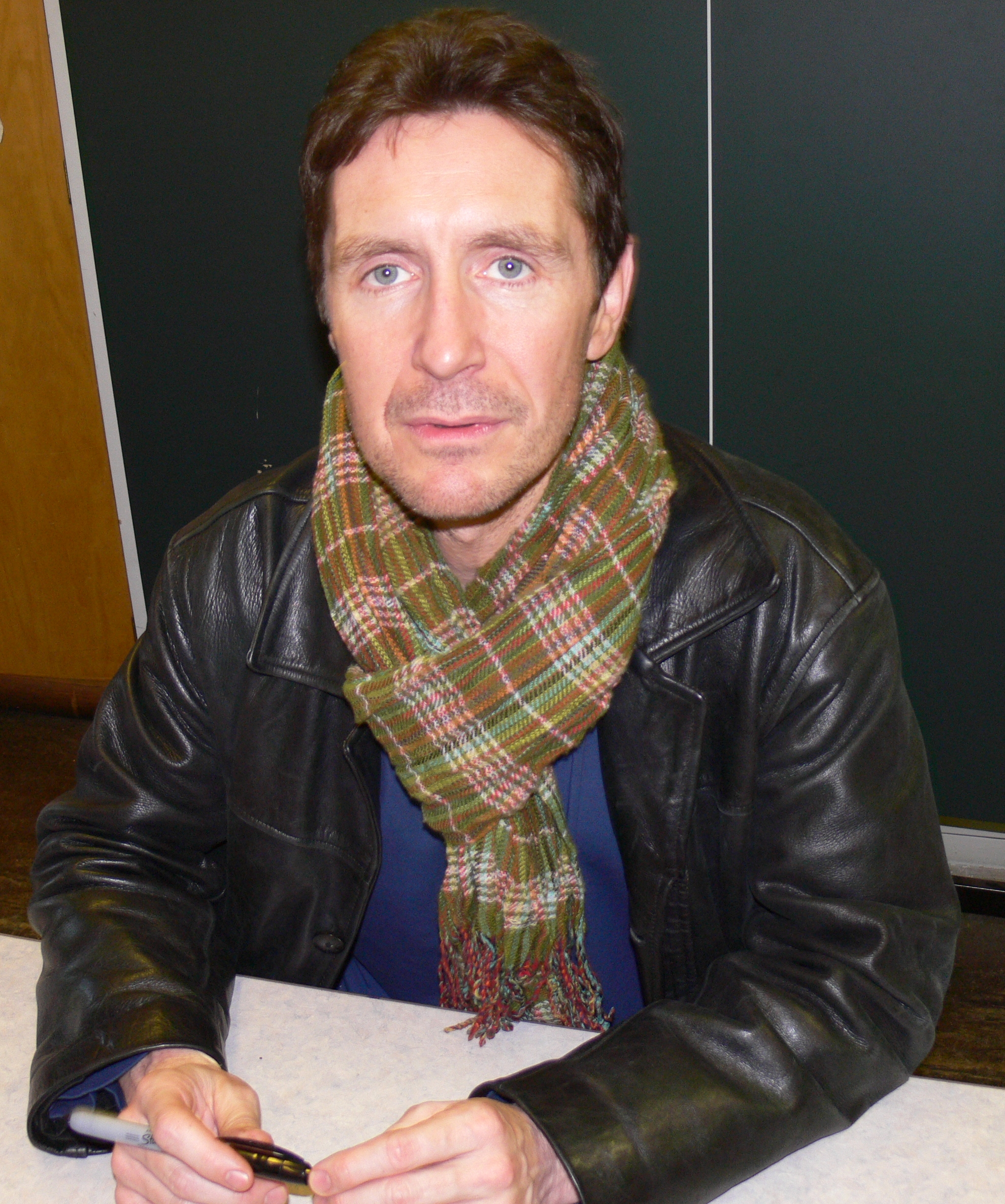
Paul McGann, der Achte Doktor (März 2007)

Die Handlung beginnt mit einer einleitenden Erklärung des Doktors. Demnach wurde seinem Erzfeind, dem Master, auf dem Planeten Skaro der Prozess gemacht, im Zuge dessen er zum Tode verurteilt wurde. Man gewährte ihm jedoch seinen letzten Wunsch, wonach der Doktor seine Überreste auf ihren Heimatplaneten Gallifrey zurückbringen sollte. Als der siebte Doktor mit den sterblichen Überresten des Masters in seiner TARDIS nach Gallifrey reist, hat die TARDIS eine Fehlfunktion (Kurzschluss im Zeitparameter), die den Doktor dazu veranlasst, auf der Erde im US-amerikanischen San Francisco, am Abend des 30. Dezember 1999 zwischenzulanden. Währenddessen zerbricht die Urne, in der die Überreste des Masters aufbewahrt werden, und eine Entität fließt heraus. Als die TARDIS auf der Erde landet, materialisiert sie inmitten einer Schießerei, sodass der Doktor beim Verlassen der TARDIS angeschossen wird. Kurz bevor er das Bewusstsein verliert, sieht er, wie die Entität die TARDIS durch das Schlüsselloch verlassen kann. Ein Rettungswagen bringt den Doktor in Begleitung des Kleinkriminellen Lee, der ebenfalls in die Schießerei verwickelt war und von dem die Sanitäter annehmen, er sei ein Freund des Doktors, in ein Krankenhaus. Die Entität versteckt sich währenddessen in der Jacke des Rettungssanitäters Bruce.
Im Krankenhaus können die Notärzte dem Doktor aufgrund seiner nicht menschlichen Anatomie nicht helfen und er stirbt anscheinend. Als die Ärzte dies seinem vermeintlichen Freund Lee mitteilen, macht dieser sich mit den Sachen des Doktors – darunter der Schlüssel zur TARDIS – aus dem Staub. Der Körper des Doktors wird unterdessen in die Leichenhalle gebracht, wo er schließlich zum achten Doktor regeneriert. Die Narkose während der OP hatte den Regenerationsprozess behindert, sodass der Doktor durch die lange Zeit bis zur Regeneration eine Amnesie erleidet. Aus einigen Spinden sucht sich der Doktor neue Bekleidung zusammen. Nicht wissend, wer er ist, sieht er im Krankenhaus die Notärztin Dr. Grace Holloway, die versuchte sein Leben zu retten, die er in kurzen Phasen des Bewusstseins während der OP gesehen hatte. In der Hoffnung, sie könne ihm helfen, herauszufinden, wer er ist, folgt er ihr und tritt in Kontakt mit ihr. Um das Geheimnis des Mannes mit den zwei Herzen zu lösen, nimmt sie ihn mit zu sich nach Hause. Unterdessen hat der Rettungssanitäter Bruce unwissend die Entität in seiner Jacke mit zu sich nach Hause genommen, wo sie nachts, während er schläft, seine Jacke verlässt und durch seinen Mund in seinen Körper fließt.
Am nächsten Morgen fordert Bruce seine Frau auf, ihn nicht bei seinem Namen, sondern stattdessen Master zu nennen. Daraufhin tötet der Master die Frau und macht sich auf die Suche nach dem Doktor, um von dessen Timelord-Körper Besitz zu ergreifen, weil der menschliche Körper nicht lange durchhalten würde. Es gelingt dem Master, in die TARDIS zu gelangen, wo er auf Lee trifft. Er überzeugt Lee davon, dass er der Gute und der Doktor der Böse sei. Der Doktor habe ihm seinen Körper und seine TARDIS gestohlen. Wenn Lee ihm helfe, werde er ihn reich (mit Geld und Macht) belohnen. So gelingt es dem Master mit Lees Hilfe, in der TARDIS das „Auge der Harmonie“ („Eye of Harmony“), die Energiequelle der TARDIS, zu öffnen, wodurch er erfährt, wie der Doktor nun in seiner achten Inkarnation aussieht und darüber hinaus auch, dass der Doktor halb Mensch und halb Timelord ist. Durch das Öffnen des Auges der Harmonie erlangt jedoch parallel auch der Doktor sein Gedächtnis wieder und wird sich zudem des Plans des Masters bewusst, sich seines Körpers zu bemächtigen. Zudem bedroht die Öffnung des Auges der Harmonie die Sicherheit der gesamten Erde. Wenn es dem Doktor nicht gelänge, bis Mitternacht den Zeitmechanismus (timing mechanism) der TARDIS zu reparieren, würde die gesamte Erde zerstört.
Mithilfe von Grace gelingt es dem Doktor, das Auge der Harmonie zu schließen. Der Master öffnet es mithilfe von Lee jedoch kurz darauf erneut, weil er es benötigt, um sich des Doktors Körper zu bemächtigen. Als der Master triumphierend verkündet, wegen des Doktors habe er keine seiner 13 Leben mehr übrig und daher werde er sich der Leben des Doktors bemächtigen, erkennt Lee, dass der Master ihn belogen hat. Er stellt sich gegen ihn und verliert dabei sein Leben. Auch Grace wird im Kampf gegen den Master getötet, bevor der Doktor ihn besiegen kann. Der Master fällt in das Auge der Harmonie und wird von ihm absorbiert. Bevor sich das Auge endgültig wieder schließt, entlässt die TARDIS noch etwas Regenerationsenergie aus ihm, womit Grace und Lee wiedererweckt werden. Nach einem Kurztrip durch Raum und Zeit setzt der Doktor beide am Neujahrstag 2000 in San Francisco wieder ab. Er fragt Grace, ob sie ihn weiter begleiten wolle. Als sie dies ablehnt, gibt er ihr einen Abschiedskuss und reist alleine in seiner TARDIS ab.

## Synchronisation
Die deutsche Fassung des Filmes wurde in den Alster-Studios in Hamburg produziert. Das Dialogbuch wurde von Achim Schmidt-Carstens geschrieben und die Regie übernahm Regina Speer.
| Rolle              | Schauspieler    | Synchronsprecher  |
| ------------------ | --------------- | ----------------- |
| Der (8.) Doktor    | Paul McGann     | Kai Henrik Möller |
| Der (7.) Doktor    | Sylvester McCoy | Harald Pages      |
| Der Master         | Eric Roberts    | Wolfgang Jürgen   |
| Dr. Grace Holloway | Daphne Ashbrook | Ela Nitzsche      |
| Chang Lee          | Yee Jee Tso     | Christian Stark   |

## Hintergrund
Obgleich die vorangegangene Serie insbesondere in Großbritannien Kultstatus genoss, wurde der Film in Zusammenarbeit von der britischen BBC – die bereits die Doctor-Who-Serie produziert hatte – und dem US-amerikanischen Sender FOX für ein angloamerikanisches Publikum produziert. So wurde der Film erstmals in Kanada am 12. Mai 1996, kurz darauf am 14. Mai 1996 in den USA und erst zwei Wochen später am 27. Mai 1996 in Großbritannien ausgestrahlt. Die Produzenten hatten die Hoffnung bei entsprechendem Erfolg in den USA mit FOX eine darauf basierende Serie produzieren zu können. Der gewünschte Erfolg stellte sich jedoch nicht ein.
Das Budget des Films betrug etwa 5 Millionen US-$ (rund 3,52 Millionen Euro bzw. 3,7 Millionen Schweizer Franken [Stand: 5. November 2010]), wovon die Hälfte vom US-amerikanischen Sender FOX getragen wurde.

## Auszeichnungen
Der Film gewann 1996 den Saturn Award in der Kategorie Best Television Presentation.

## Heimvideo-Veröffentlichung
Am 13. August 2001 erschien der Film in Großbritannien erstmals auf DVD. Seitdem wurde er mehrfach in Zusammenhang mit DVD-Veröffentlichung der alten Doctor-Who-Serie auf DVD wiederveröffentlicht. Der Film ist in Deutschland auf VHS erschienen. und wird nun im Frühjahr 2017 erstmals in deutscher Sprache auf DVD und Blu-ray neu aufgelegt. Diese Veröffentlichung enthält neben dem Spielfilm auch den Kurzfilm Die Nacht des Doktors und insgesamt fünf Stunden Bonusmaterial sowie ein Booklet mit exklusiv für die deutsche Veröffentlichung geschriebenen Vorworten von Matthew Jacobs (Drehbuch), Daphne Ashbrook (Schauspieler) und Yee Jee Tso (Schauspieler).
Für Doctor Who – Der Film wurden für 2017 somit gleich drei Editionen für den deutschsprachigen Raum angekündigt. Am 17. Februar 2017 erschien ein Limited Collectors Edition Mediabook (BD + 2DVD) und am 31. März 2017 folgte die Veröffentlichung der beiden Standard Editionen als Doppel-DVD und als Blu-Ray Disk.

## Trivia
- Dies sollte 17 Jahre lang der einzige Auftritt von Paul McGann als Doctor sein. Erst im Zuge des 50. Jubiläums der Serie tauchte er in der eigens produzierten Mini-Episode The Night of the Doctor wieder auf und regeneriert dort in seinen neunten Körper, der von John Hurt dargestellt wurde, sich aber selbst nicht „Doctor“ nannte. Die darauf folgenden Ereignisse wurden in der Jubiläumsspecial-Folge Der Tag des Doktors behandelt.
- Nach dem Film ist es dem Master offenbar irgendwie gelungen, dem Auge der Harmonie zu entkommen und einen neuen Timelord-Körper zu bekommen, bevor er in der dritten Staffel der Fortsetzungsserie, in der Folge 3.11 Utopia, wieder auftaucht.
- Der Name der Spezies des Doktors, der Timelords, wird in der deutschen Synchronisation mit „Herren der Zeit“ übersetzt.
- Wenn der Doktor zum Ende des Films die Entfernung zu seinem Heimatplaneten Gallifrey mit etwa 215 Millionen Lichtjahren angibt, wird dies in der deutschen Synchronisation aus unersichtlichen Gründen zu „schlappe 15 Millionen Lichtjahre“.
- Der Vorspann steht gänzlich in der Tradition der Serie. So zeigt er, unterlegt mit einer Variation des Doctor-Who-Themas, die Reise der TARDIS durch den Zeit-Vortex.
- Als sich der Doktor ein neues Outfit sucht, hängt im ersten Spind ein Schal des vierten Doktors (Tom Baker).